# Rhomboentomozoe
Rhomboentomozoe is een geslacht van uitgestorven kreeftachtigen uit de klasse van de Ostracoda (mosselkreeftjes).

## Soort
- Rhomboentomozoe rhomboidea (Barrande, 1872) Pribyl, 1950 †